# The Unthinkable
Pour plus de détails, voir Fiche technique et Distribution.
The Unthinkable (Den blomstertid nu kommer) est un film catastrophe suédois écrit et réalisé par le collectif Crazy Pictures, sorti en 2018.

## Synopsis
En 2005, durant les fêtes de fin d'année, la vie d'Alex, un jeune passionné de musique, bascule lorsqu'il se sépare de sa petite amie, Anna. Alors qu'il assiste à son départ chez sa mère à Stockholm, sa propre mère décide de fuir le domicile familial en raison du comportement imprévisible et agressif de son mari qui gâche notamment Noël. Après une nouvelle altercation avec son père, Alex quitte également ce dernier pour passer du temps dans la maison d'amis de son oncle. 
Dix ans plus tard. À Stockholm, en plein midsummer, la Suède est victime d'une attaque chimique de grande envergure. Le pays est notamment détruit par de nombreuses explosions aux origines inconnues, potentiellement terroristes. Conscient que le temps est sans doute compté, Alex, devenu depuis un célèbre pianiste, décide de retourner dans son village natal pour retrouver son amour de jeunesse, Anna, ainsi que Björn, son père avec qui il n'a plus parlé depuis des années. Alors qu'Alex désire acheter le piano de l'église, l'instrument sur lequel lui et Anna jouaient plus jeunes, la population s'affole et dégénère. Sous une pluie battante, les civils perdent la mémoire et le contrôle de leurs voitures. Les réseaux d’électricité et de téléphonie cessent de fonctionner dans toute la Suède. 
Mère d'une petite fille, Anna trouve refuge avec Alex et d'autres survivants dans les installations électriques souterraines. Mais celles-ci sont protégées par le père d'Alex qui, surarmé, repousse tous les intrus. Pour tenter de survivre, il est désormais temps pour Alex de renouer les liens avec son père paranoïaque.

## Fiche technique
- Titre original : Den blomstertid nu kommer
- Titre français : The Unthinkable
- Réalisation, scénario, montage, photographie et production : le collectif Crazy Pictures
- Musique : Gustaf Spetz
- Société de production : Crazy Pictures AB
- Société de distribution : SF Studios
- Pays d'origine :  Suède
- Langue originale : suédois
- Format : couleur
- Genre : film catastrophe
- Durée : 129 minutes
- Budget : 18,5 millions de couronnes suédoises ( ~ 1,9 million d'euros)[1]
- Dates de sortie  :
  -  Suède : 20 juin 2018
  -  France : 3 avril 2019 (DVD)

## Distribution
- Christoffer Nordenrot (sv) (VFB : Grégory Praet) : Alex
- Lisa Henni (sv) (VFB : Myriem Akheddiou) : Anna
- Jesper Barkselius (sv) (VFB : Steve Driesen) : Björn
- Pia Halvorsen (VFB : Fabienne Loriaux) : Eva
- Magnus Sundberg (sv) (VFB : Bruno Mullenaerts) : Konny
- Krister Kern (sv) : Kim
- Karin Bertling (sv) : la grand-mère
- Ulrika Bäckström : Klara
- Alexej Manvelov : Tholén
- Yngve Dahlberg (VFB : Laurent Van Wetter) : Emil
- Linda Kulle (sv) : Pettersson
- Håkan Ehn : Lasse
- Lo Lexfors : Elin
- Arvin Kananian (sv) : Sharokh

Version française dirigée par Aurélien Ringelheim au studio Hiventy (Belgique), d'après une adaptation des dialogues de Didier Drouin. Informations prélevées du carton du doublage français.